# Fageia aripuanan
Espèce
Fageia aripuanan est une espèce d'araignées aranéomorphes de la famille des Philodromidae.

## Distribution
Cette espèce est endémique du Mato Grosso au Brésil,. Elle se rencontre vers Aripuanã.

## Description
Le mâle holotype mesure 2,61 mm.

## Systématique et taxinomie
Cette espèce a été décrite par Schinelli, Marques, do Prado, Teixeira et Baptista en 2024.

## Étymologie
Son nom d'espèce lui a été donné en référence au lieu de sa découverte, Aripuanã.

## Publication originale
- Schinelli, Marques, do Prado, Teixeira & Baptista, 2024 : « Taxonomic revision of the elusive Neotropical running crab spider genus Fageia Mello-Leitão, 1929 (Araneae, Philodromidae). » Zoological Research: Diversity and Conservation, vol. 1, no 3, p. 204-225.